# ساروف ۹۱۶۸
سیارک ۹۱۶۸ (به انگلیسی: 9168 Sarov، نامگذاری:1987ST17) نه هزار و صد و شصت و هشتمین سیارک کشف شده‌است که در ۱۸ سپتامبر ۱۹۸۷ کشف شد.
قدر مطلق سیارک برابر ۲۶.۹ است.